# بخش هانتینگتون (شهرستان براون، اوهایو)
بخش هانتینگتون (به انگلیسی: Huntington Township) یک منطقهٔ مسکونی در ایالات متحده آمریکا است که در شهرستان براون، اوهایو واقع شده‌است.
 بخش هانتینگتون ۸۸٫۶ کیلومتر مربع مساحت و ۲٬۷۶۳ نفر جمعیت دارد و ۲۳۸ متر بالاتر از سطح دریا واقع شده‌است.